# Saison 2015-2016 du Paris Saint-Germain (féminines)
Maillots
Chronologie
Saison précédente Saison suivante
La saison 2015-2016 de la section féminine du Paris Saint-Germain est la quatorzième saison consécutive du club francilien en première division du championnat de France depuis la saison 2001-2002.
Le club termine à la deuxième place du championnat, derrière l'Olympique lyonnais, ce dernier éliminant également le club francilien en demi-finale de la Ligue des champions féminine de l'UEFA. En Coupe de France féminine de football 2015-2016, le Paris Saint-Germain échoue en demi-finale face à Montpellier.

## Transferts

### Arrivées
| Nom             | Nationalité | Poste | Date Arrivée | Provenance          |
| --------------- | ----------- | ----- | ------------ | ------------------- |
| Romane Salvador |             | G     | 01/07/15     | Olympique Lyonnais  |
| Ngozi Ebere     |             | D     | 14/09/15     | Rivers Angels       |
| Érika           |             | D     | 18/08/15     | Santos              |
| Lisa Dahlkvist  |             | M     | 01/09/15     | KIF Örebro          |
| Grace Geyoro    |             | M     | 11/10/15     | Centre de formation |
| Cristiane       |             | A     | 18/08/15     | Centro Olímpico     |
| Anja Mittag     |             | A     | 28/05/15     | FC Rosengård        |
| Rosana          |             | D     | 03/02/16     | Houston Dash        |

### Départs
| Nom               | Nationalité | Poste | Destination        | Mercato |
| ----------------- | ----------- | ----- | ------------------ | ------- |
| Karima Benameur   |             | G     | Juvisy             | Eté     |
| Annike Krahn      |             | D     | Bayer Leverkusen   | Eté     |
| Sara Gama         |             | D     | Brescia            | Eté     |
| Linda Bresonik    |             | M     | MSV Duisbourg      | Eté     |
| Aurélie Kaci      |             | M     | Olympique Lyonnais | Eté     |
| Lindsey Horan     |             | A     | Portland Thorns    | Hiver   |
| Josephine Henning |             | D     | Arsenal            | Hiver   |
| Kosovare Asllani  |             | A     | Manchester City    | Hiver   |

## Effectif

### Équipe
Ce tableau reprend toutes les joueuses ayant été au Paris Saint-Germain cette saison (qu'elles soient arrivées ou parties en cours de saison).
| No.                | Nom                       | Nat.          | Date de naissance          | Lieu de naissance | Arrivée le (âge à l'arrivée)  |
| ------------------ | ------------------------- | ------------- | -------------------------- | ----------------- | ----------------------------- |
| Gardiennes         |                           |               |                            |                   |                               |
| 1                  | Katarzyna Kiedrzynek      | Polonaise     | 19 mars 1991 (24 ans)      | Lublin            | 12 août 2013 (à 22 ans)       |
| 16                 | Romane Salvador           | Française     | 9 mai 1998 (17 ans)        | Lyon              | 1er juillet 2015 (à 17 ans)   |
| 30                 | Ann-Katrin Berger         | Allemande     | 9 octobre 1990 (24 ans)    | Göppingen         | 12 juin 2014 (à 23 ans)       |
| Défenseures        |                           |               |                            |                   |                               |
| 3                  | Laure Boulleau            | Française     | 22 octobre 1986 (28 ans)   | Clermont-Ferrand  | 1er juillet 2005 (à 18 ans)   |
| 4                  | Laura Georges             | Française     | 20 août 1984 (31 ans)      | Le Chesnay        | 1er juillet 2013 (à 28 ans)   |
| 5                  | Sabrina Delannoy          | Française     | 18 mai 1986 (29 ans)       | Béthune           | 1er juillet 2005 (à 19 ans)   |
| 6                  | Ngozi Ebere               | Nigériane     | 5 août 1991 (24 ans)       | Nigeria           | 14 septembre 2015 (à 24 ans)  |
| 7                  | Rosana                    | Brésilienne   | 7 juillet 1982 (33 ans)    | São Paulo         | 3 février 2016 (à 33 ans)     |
| 8                  | Erika                     | Brésilienne   | 4 février 1988 (27 ans)    | São Paulo         | 18 août 2015 (à 27 ans)       |
| 11                 | Jessica Houara-d'Hommeaux | Française     | 29 septembre 1987 (27 ans) | Angers            | 1er juillet 2009 (à 21 ans)   |
| 20                 | Perle Morroni             | Française     | 15 octobre 1997 (17 ans)   | Montpellier       | 1er juillet 2012 (à 14 ans)   |
| 22                 | Josephine Henning         | Allemande     | 8 septembre 1989 (25 ans)  | Trèves            | 12 juin 2014 (à 24 ans)       |
| 23                 | Hawa Cissoko              | Française     | 10 avril 1997 (18 ans)     | Paris             | 1er juillet 2012 (à 15 ans)   |
| Milieux de terrain |                           |               |                            |                   |                               |
| 2                  | Kenza Dali                | Française     | 31 juillet 1991 (24 ans)   | Sainte-Colombe    | 1er juillet 2011 (à 19 ans)   |
| 13                 | Cathy Couturier           | Française     | 8 janvier 1997 (18 ans)    | Senlis            | 1er juillet 2012 (à 15 ans)   |
| 14                 | Kheira Hamraoui           | Française     | 13 janvier 1990 (25ans)    | Croix             | 1er juillet 2012 (à 22 ans)   |
| 17                 | Lisa Dahlkvist            | Suédoise      | 6 février 1987 (28 ans)    | Stockholm         | 1er septembre 2015 (à 28 ans) |
| 19                 | Fatmire Alushi            | Allemande     | 1er avril 1988 (27 ans)    | Istok             | 10 juin 2014 (à 26 ans)       |
| 21                 | Anissa Lahmari            | Française     | 17 février 1997 (18 ans)   | Saint-Cloud       | 1er juillet 2010 (à 13 ans)   |
| 24                 | Ghoutia Karchouni         | Française     | 29 mai 1995 (20 ans)       | Lyon              | 1er juillet 2013 (à 18 ans)   |
| 26                 | Grace Geyoro              | Française     | 1er janvier 2000 (15 ans)  | -                 | 17 octobre 2015 (à 15 ans)    |
| 27                 | Caroline Seger            | Suédoise      | 19 mars 1985 (30 ans)      | Helsingborg       | 5 juin 2014 (à 29 ans)        |
| 28                 | Shirley Cruz              | Costaricienne | 28 août 1985 (30 ans)      | San José          | 1er juillet 2012 (à 26 ans)   |
| Attaquantes        |                           |               |                            |                   |                               |
| 7                  | Lindsey Horan             | Américaine    | 26 mai 1994 (21 ans)       | Lakewood          | 1er juillet 2012 (à 18 ans)   |
| 9                  | Kosovare Asllani          | Suédoise      | 29 juillet 1989 (26 ans)   | Kristianstad      | 23 septembre 2012 (à 23 ans)  |
| 10                 | Cristiane                 | Brésilienne   | 15 mai 1985 (30 ans)       | São Paulo         | 18 août 2015 (à 30 ans)       |
| 12                 | Léa Declercq              | Française     | 12 mai 1995 (20 ans)       | Croix             | 1er juillet 2013 (à 18 ans)   |
| 15                 | Ouleye Sarr               | Française     | 8 octobre 1995 (19 ans)    | Cambrai           | 5 juillet 2013 (à 17 ans)     |
| 18                 | Marie-Laure Delie         | Française     | 29 janvier 1988 (27 ans)   | Villiers-le-Bel   | 1er juillet 2013 (à 25 ans)   |
| 25                 | Marie-Antoinette Katoto   | Française     | 1er novembre 1998 (16 ans) | Colombes          | 1er juillet 2010 (à 11 ans)   |
| 29                 | Anja Mittag               | Allemande     | 16 mai 1985 (30 ans)       | Karl-Marx-Stadt   | 28 mai 2015 (à 30 ans)        |

Âge au 1er septembre 2015.

### Équipe-type de la saison
D'après le nombre de titularisations en championnat (sur 22 matchs).
Le poste de défenseure gauche n'a pas été le même tout au long de la saison en raison de multiples arrêts sur blessure de Laure Boulleau, cependant comme elle n'était pas systématiquement remplacée par la même joueuse, elle fait partie de l'équipe-type.
| Poste | Numéro | Joueuse                   | Nb de titularisations |
| ----- | ------ | ------------------------- | --------------------- |
| G     | 1      | Katarzyna Kiedrzynek      | 16                    |
| DD    | 11     | Jessica Houara-d'Hommeaux | 13                    |
| DC    | 5      | Sabrina Delannoy          | 21                    |
| DC    | 4      | Laura Georges             | 12                    |
| DG    | 3      | Laure Boulleau            | 9                     |
| M     | 28     | Shirley Cruz              | 16                    |
| M     | 17     | Lisa Dahlkvist            | 16                    |
| M     | 8      | Érika                     | 20                    |
| M     | 27     | Caroline Seger            | 16                    |
| A     | 29     | Anja Mittag               | 12                    |
| A     | 18     | Marie-Laure Delie         | 10                    |

### Statistiques
| No. | Pos. | Nat.              | Joueur                    | Total | Total | Championnat | Championnat | Coupe de France | Coupe de France | Ligue des Champions | Ligue des Champions |
| No. | Pos. | Nat.              | Joueur                    | Apps. | Buts  | Apps.       | Buts        | Apps.           | Buts            | Apps.               | Buts                |
| --- | ---- | ----------------- | ------------------------- | ----- | ----- | ----------- | ----------- | --------------- | --------------- | ------------------- | ------------------- |
| 1   | G    |                   | Katarzyna Kiedrzynek      | 21+1  | 0     | 16+1        | 0           | 0               | 0               | 5                   | 0                   |
| 16  | G    |                   | Romane Salvador           | 0     | 0     | 0           | 0           | 0               | 0               | 0                   | 0                   |
| 30  | G    |                   | Ann-Katrin Berger         | 14    | 0     | 6           | 0           | 5               | 0               | 3                   | 0                   |
| 3   | D    |                   | Laure Boulleau            | 16+1  | 0     | 9+1         | 0           | 3               | 0               | 4                   | 0                   |
| 4   | D    |                   | Laura Georges             | 20    | 1     | 12          | 1           | 4               | 0               | 4                   | 0                   |
| 5   | D    |                   | Sabrina Delannoy          | 34+1  | 6     | 21+1        | 5           | 5               | 0               | 8                   | 1                   |
| 6   | D    |                   | Ngozi Ebere               | 5+3   | 0     | 4+2         | 0           | 1+1             | 0               | 0                   | 0                   |
| 7   | D    | Drapeau du Brésil | Rosana                    | 6+4   | 3     | 3+1         | 3           | 2               | 0               | 1+3                 | 0                   |
| 8   | D    |                   | Érika                     | 33+1  | 5     | 20+1        | 4           | 5               | 1               | 8                   | 0                   |
| 11  | D    |                   | Jessica Houara-d'Hommeaux | 22    | 0     | 13          | 0           | 3               | 0               | 6                   | 0                   |
| 20  | D    |                   | Perle Morroni             | 8+4   | 2     | 5+2         | 2           | 0+1             | 0               | 3+1                 | 0                   |
| 22  | D    |                   | Josephine Henning         | 0     | 0     | 0           | 0           | 0               | 0               | 0                   | 0                   |
| 23  | D    |                   | Hawa Cissoko              | 4+1   | 0     | 4           | 0           | 0+1             | 0               | 0                   | 0                   |
| 2   | M    |                   | Kenza Dali                | 8+5   | 3     | 5+2         | 3           | 0+2             | 0               | 3+1                 | 0                   |
| 13  | M    |                   | Cathy Couturier           | 0     | 0     | 0           | 0           | 0               | 0               | 0                   | 0                   |
| 14  | M    |                   | Kheira Hamraoui           | 17+3  | 2     | 9+3         | 1           | 4               | 1               | 4                   | 0                   |
| 17  | M    |                   | Lisa Dahlkvist            | 24+4  | 3     | 16+1        | 1           | 3               | 1               | 5+3                 | 1                   |
| 19  | M    |                   | Fatmire Alushi            | 0     | 0     | 0           | 0           | 0               | 0               | 0                   | 0                   |
| 21  | M    |                   | Anissa Lahmari            | 2+2   | 2     | 1+2         | 1           | 1               | 1               | 0                   | 0                   |
| 24  | M    |                   | Ghoutia Karchouni         | 7+7   | 0     | 5+4         | 0           | 2+1             | 0               | 0+2                 | 0                   |
| 26  | M    |                   | Grace Geyoro              | 5+3   | 0     | 4+2         | 0           | 1               | 0               | 0+1                 | 0                   |
| 27  | M    |                   | Caroline Seger            | 27+2  | 1     | 16+1        | 1           | 4               | 0               | 7+1                 | 0                   |
| 28  | M    |                   | Shirley Cruz              | 25+2  | 5     | 16+2        | 3           | 2               | 1               | 7                   | 1                   |
| 7   | A    |                   | Lindsey Horan             | 10+3  | 8     | 7+2         | 6           | 0               | 0               | 3+1                 | 2                   |
| 9   | A    |                   | Kosovare Asllani          | 2+4   | 2     | 2+4         | 2           | 0               | 0               | 0                   | 0                   |
| 10  | A    |                   | Cristiane                 | 25+6  | 23    | 15+3        | 15          | 3+2             | 2               | 7+1                 | 6                   |
| 12  | A    |                   | Léa Declercq              | 3+3   | 0     | 2+3         | 0           | 0               | 0               | 1                   | 0                   |
| 15  | A    |                   | Ouleye Sarr               | 5+11  | 4     | 3+7         | 0           | 2+2             | 2               | 0+2                 | 2                   |
| 18  | A    |                   | Marie-Laure Delie         | 14+14 | 18    | 10+8        | 12          | 2+3             | 6               | 2+3                 | 0                   |
| 25  | A    |                   | Marie-Antoinette Katoto   | 8+2   | 3     | 6+1         | 3           | 1               | 0               | 1+1                 | 0                   |
| 29  | A    |                   | Anja Mittag               | 20+9  | 14    | 12+6        | 10          | 2+2             | 1               | 6+1                 | 3                   |

## Bilan de la saison

### Statistiques
| Compétition         | Débute au tour | Termine     | Matches joués | Gagnés | Nuls | Perdus | Buts pour | Buts contre | Différence |
| ------------------- | -------------- | ----------- | ------------- | ------ | ---- | ------ | --------- | ----------- | ---------- |
| Division 1          | -              | Deuxième    | 22            | 18     | 3    | 1      | 75        | 13          | +62        |
| Ligue des champions | 1/16 de finale | Demi-finale | 8             | 3      | 3    | 2      | 17        | 9           | +8         |
| Coupe de France     | 1/32 de finale | Demi-finale | 5             | 4      | 1    | 0      | 16        | 2           | +14        |
| Total               | -              | -           | 35            | 25     | 7    | 3      | 108       | 24          | +84        |

### Résultats
| Match    | 1 | 2 | 3 | 4 | 5 | 6 | 7 | 8 | 9 | 10 | 11 | 12 | 13 | 14 | 15 | 16 | 17 | 18 | 19 | 20 | 21 | 22 |
| -------- | - | - | - | - | - | - | - | - | - | -- | -- | -- | -- | -- | -- | -- | -- | -- | -- | -- | -- | -- |
| Lieu     | D | E | D | E | D | E | D | D | E | D  | E  | E  | D  | E  | D  | E  | D  | E  | E  | D  | E  | D  |
| Résultat | V | V | N | D | V | V | V | V | V | V  | V  | V  | V  | V  | N  | V  | V  | V  | V  | V  | V  | N  |
| Class.   | 3 | 3 | 3 | 4 | 4 | 4 | 3 | 3 | 3 | 3  | 3  | 3  | 3  | 2  | 2  | 2  | 2  | 2  | 2  | 2  | 2  | 2  |

Légende : E : Extérieur ; D : Domicile ; D: Défaite ; N:Nul ; V : Victoire

### Revue des scores
| Adversaire       | Domicile | Exterieur | Doublé |
| ---------------- | -------- | --------- | ------ |
| Albi             | 3-0      | 3-2       | Oui    |
| Guingamp         | 6-0      | 4-1       | Oui    |
| Juvisy           | 2-2      | 5-0       | Non    |
| La Roche-sur-Yon | 4-0      | 5-1       | Oui    |
| Lyon             | 0-0      | 0–5       | Non    |
| Montpellier      | 0-0      | 2-1       | Non    |
| Nîmes            | 8-0      | 5-0       | Oui    |
| Rodez            | 5-0      | 1-0       | Oui    |
| Saint-Étienne    | 3-0      | 4-0       | Oui    |
| Saint-Maur       | 7-0      | 3-1       | Oui    |
| Soyaux           | 3-0      | 2-0       | Oui    |